# Gavin Cronje
Gavin Cronje (ur. 21 sierpnia 1979 w Johannesburgu) – południowoafrykański kierowca wyścigowy.

## Kariera

### Formuła Ford
Cronje rozpoczął karierę w wyścigach samochodowych w 2002 roku, od startów w Południowoafrykańskiej Formule Ford. Z dorobkiem 48 punktów uplasował się na 5. miejscu. Rok później w tej samej serii był ósmy. W 2003 roku w Brytyjskiej Formule Ford uzbierał 24 punkty. Dało mu to 17 lokatę w klasyfikacji generalnej.

### A1 Grand Prix
Na przełomie 2005 i 2006 roku Gavin reprezentował swój kraj w A1 Grand Prix. Reprezentacja Południowoafrykańska nie zdobyła jednak żadnych punktów.

### Formuła Renault 3.5
W sezonie 2006 Południowoafrykańczyk zastąpił swojego rodaka Adriana Zaugga w Formule Renault 3.5 podczas rundy na torze Circuit de la Sarthe. Nie zdobył jednak punktów i został sklasyfikowany na 47. miejscu.

## Statystyki
| Sezon     | Seria                                      | Zespół                          | Wyścigi | Zwycięstwa | PP | NO | Podium | Punkty | Pozycja |
| --------- | ------------------------------------------ | ------------------------------- | ------- | ---------- | -- | -- | ------ | ------ | ------- |
| 2002      | Festiwal Formuły Ford – Heats/Semi         |                                 | 2       | 0          | 0  | 1  | 0      | 0      | NS      |
| 2002      | Festiwal Formuły Ford                      |                                 | 1       | 0          | 0  | 0  | 0      | N/A    | NS      |
| 2002      | Południowoafrykańska Formuła Ford          |                                 |         |            |    |    |        | 48     | 5       |
| 2003      | Brytyjska Formuła Ford – klasa mistrzowska | Panasonic Batteries Racing Team | 2       | 0          | 0  | 0  | 0      | 24     | 17      |
| 2003      | Południowoafrykańska Formuła Ford – Zetec  |                                 |         |            |    |    |        | 34     | 8       |
| 2005/2006 | A1 Grand Prix                              | South Africa                    | 0       | 0          | 0  | 0  | 0      | 0      | NS      |
| 2006      | Formuła Renault 3.5                        | Carlin Motorsport               | 2       | 0          | 0  | 0  | 0      | 0      | 47      |
| 2006      | Euroseries 3000                            | Autosport Racing                | 18      | 0          | 0  | 0  | 1      | 20     | 10      |
| 2006      | Włoska Formuła 3000                        | Autosport Racing                | 18      | 0          | 0  | 0  | 1      | 11     | 11      |
| 2008      | Południowoafrykańska Formuła Volkswagen    | Morgado Racing                  | 20      | 9          | 3  | 13 | 16     | 149    | 1       |
| 2009      | Formuła Le Mans                            | DAMS                            | 12      | 8          | 0  | 0  | 10     | 167    | 2       |
| 2009      | Południowoafrykańska Formuła Volkswagen    |                                 | 0       | 0          | 0  | 0  | 0      | 0      | NS      |

## Wyniki w Formule Renault 3.5
| Legenda oznaczeń w tabelach wyników Wyświetl szablon na nowej stronie | Legenda oznaczeń w tabelach wyników Wyświetl szablon na nowej stronie                                                                     |
| Oznaczenie                                                            | Wyjaśnienie |
| --------------------------------------------------------------------- | --- |
| Złoty                                                                 | Zwycięzca lub mistrzostwo |
| Srebrny                                                               | 2. miejsce lub wicemistrzostwo |
| Brązowy                                                               | 3. miejsce lub II wicemistrzostwo |
| Zielony                                                               | Ukończył, punktował (w klasyfikacji generalnej, gdy zdobył co najmniej jeden punkt na przestrzeni sezonu, poza trzema powyższymi opcjami) |
| Niebieski                                                             | Ukończył, nie punktował (w klasyfikacji generalnej, gdy nie zdobył co najmniej jednego punktu na przestrzeni sezonu)                      |
| Czerwony                                                              | Nie zakwalifikował się (NZ) |
| Czerwony                                                              | Nie prekwalifikował się (NPK) |
| Różowy                                                                | Nie ukończył (NU) |
| Różowy                                                                | Niesklasyfikowany (NS) (w klasyfikacji generalnej, gdy nie został sklasyfikowany w żadnym wyścigu sezonu)                                 |
| Czarny                                                                | Zdyskwalifikowany (DK) |
| Czarny                                                                | Wykluczony (WYK/EX) |
| Biały                                                                 | Nie wystartował (NW) |
| Biały                                                                 | Kontuzjowany (K/INJ) |
| Biały                                                                 | Wyścig odwołany (OD/C) |
| Bez koloru                                                            | Został wycofany (WYC/WD) |
| Bez koloru                                                            | Nie przybył (NP/DNA) |
| Bez koloru                                                            | Nie brał udziału w treningach (NT/DNP) |
| Bez koloru                                                            | Nie został zgłoszony (–) |
| Pogrubienie                                                           | Start z pole position |
| Kursywa                                                               | Najszybsze okrążenie wyścigu |
| †                                                                     | Nie ukończył, ale jego rezultat został zaliczony ze względu na przejechanie więcej niż 90% dystansu wyścigu.                              |
| *                                                                     | Sezon w trakcie |
| 1/2/3                                                                 | Punktowana pozycja w sprincie kwalifikacyjnym                                                                                             |
| Lista systemów punktacji Formuły 1                                    | |

| Rok  | Zespół            | Wyniki w poszczególnych eliminacjach | Wyniki w poszczególnych eliminacjach | Wyniki w poszczególnych eliminacjach | Wyniki w poszczególnych eliminacjach | Wyniki w poszczególnych eliminacjach | Wyniki w poszczególnych eliminacjach | Wyniki w poszczególnych eliminacjach | Wyniki w poszczególnych eliminacjach | Wyniki w poszczególnych eliminacjach | Wyniki w poszczególnych eliminacjach | Wyniki w poszczególnych eliminacjach | Wyniki w poszczególnych eliminacjach | Wyniki w poszczególnych eliminacjach | Wyniki w poszczególnych eliminacjach | Wyniki w poszczególnych eliminacjach | Wyniki w poszczególnych eliminacjach | Wyniki w poszczególnych eliminacjach | Punkty | Pozycja |
| ---- | ----------------- | ------------------------------------ | ------------------------------------ | ------------------------------------ | ------------------------------------ | ------------------------------------ | ------------------------------------ | ------------------------------------ | ------------------------------------ | ------------------------------------ | ------------------------------------ | ------------------------------------ | ------------------------------------ | ------------------------------------ | ------------------------------------ | ------------------------------------ | ------------------------------------ | ------------------------------------ | ------ | ------- |
| 2006 | Carlin Motorsport | ZOL                                  | ZOL                                  | MON                                  | TUR                                  | TUR                                  | ITA                                  | ITA                                  | SFR                                  | SFR                                  | DEU                                  | DEU                                  | GBR                                  | GBR                                  | FRA                                  | FRA                                  | ESP                                  | ESP                                  | 0      | 47      |
| 2006 | Carlin Motorsport | –                                    | –                                    | –                                    | –                                    | –                                    | –                                    | –                                    | –                                    | –                                    | –                                    | –                                    | –                                    | –                                    | 24                                   | NU                                   | –                                    | –                                    | 0      | 47      |